# 詹姆斯·康诺利
詹姆斯·康诺利（英語：James Connolly；1868年6月5日—1916年5月12日），爱尔兰社会主义运动先驱。他出生于苏格兰爱丁堡牛门的一个爱尔兰移民家庭，11岁时辍学工作，但之后仍然成为当时最杰出的马克思主义理论家。虽然对自己的爱尔兰背景很自豪，但他也投身于苏格兰的政治活动中。他因参与1916年复活节起义而被英军枪决。
他的政治思想被称为凯尔特共产主义。

## 生平

### 早年
他出生於爱丁堡牛门的愛爾蘭貧民窟中，是約翰·康諾利和瑪麗·麦吉恩的第三個兒子。他的父母來自愛爾蘭的莫纳亨郡。由於出身關係，他終身都帶著一股蘇格蘭口音。
10歲前，他在當地的天主教學校接受教育，之後輟學，成為勞工。14歲入伍（入伍時謊報年齡，並化名里德），加入英國陸軍皇家蘇格蘭軍團第二營，在愛爾蘭駐扎7年。他並不喜歡軍旅生活，加上和莉莉·雷諾茲的感情發展，當聽說軍團要移駐印度時，他離開了軍隊。1890年4月，他和雷諾茲在蘇格蘭结婚，定居愛丁堡。在那裡，他開始對苏格兰社会主义联盟產生興趣。
為了家裡的生計，他曾在1895年開過一家補鞋店，但他的修鞋手藝並不好，該店在數月後倒閉。

### 社會主義運動

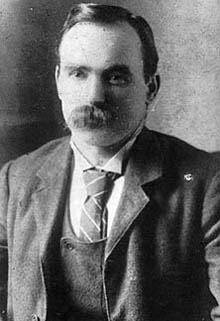
詹姆斯·康诺利，1900年左右攝

在他的兄弟約翰被开除之後，他在1895年接替约翰担任苏格兰社会主义联盟的书记。此外，他也曾加入独立工党，學習世界語。
在都柏林社會主義俱樂部找到一份全職秘書的工作（週薪一鎊）後，他前往都柏林。在康諾利的指使下，該俱樂部加入爱尔兰社会主义共和党。同時，他又創辦了報紙《社會主義者》和社會主義工黨。1903年，他前往美國。后来，加入美国社会主义劳工党（1906年）、美國社會黨（1909年）和世界产业工人联盟。1907年，在紐約成立爱尔兰社会主义联盟。1910年，出版《愛爾蘭勞工史》。
1910年，他回到愛爾蘭，成為詹姆斯·拉金的亲密助手。1913年，參與都柏林大罷工。一戰爆發後，他成為反戰人士，宣稱：“除了英國政府我不知道這個國家還有什麼外國敵人”。

### 去世

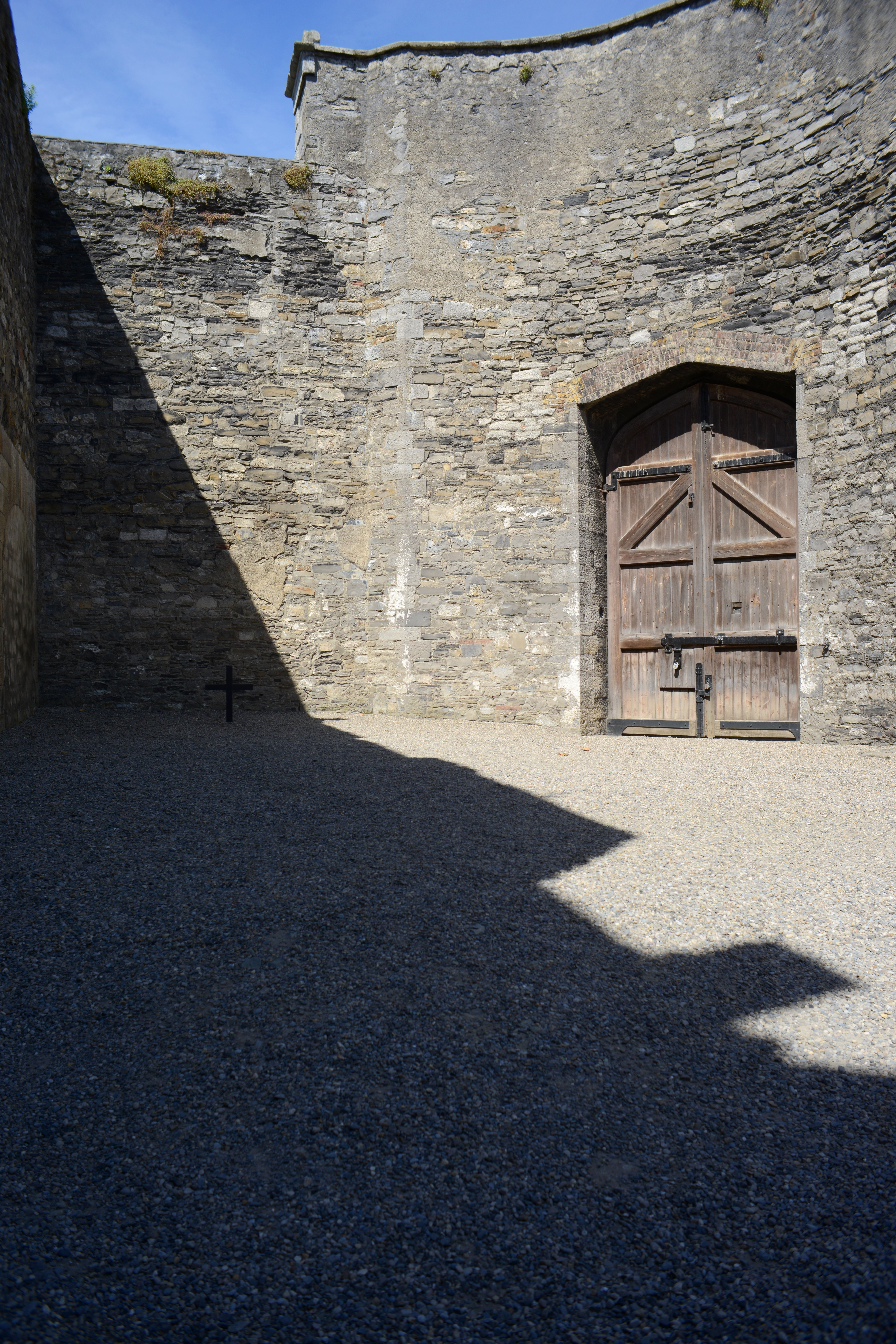
被處決地

他因組織復活節起義而遭到逮捕，被關押在都柏林城堡中，旋即被判死刑。1916年5月12日，他被帶到基曼汉姆皇家醫院，隨後又被帶到基曼汉姆监狱，並在此處決。
被處決前康諾利其實就已經由於傷勢嚴重而時日無多，醫生說他頂多也就能再活一兩天了。但政府仍然決定執行槍決，他被綁在椅子上，行刑隊朝他開火，將其殺害。

## 外部連接
- James Connolly Internet Archive （页面存档备份，存于）